# Joachim Gnilka
Joachim Gnilka (né le 8 décembre 1928 à Leobschütz en province de Haute-Silésie et mort le 15 janvier 2018 à Munich) est un théologien et un bibliste allemand,.

## Biographie
Joachim Gnilka a étudié la théologie, la philosophie et les langues orientales à Eichstätt, Wurtzbourg et Rome de 1947 à 1953. De 1953 à 1956, il est aumônier à Wurtzbourg. En 1955, il obtient un doctorat. De 1959 à 1962, il est maître de conférences à l'université de Wurtzbourg, puis devient professeur de Nouveau Testament à l'université de Münster, puis professeur à l'université Louis-et-Maximilien de Munich. De 1973 à 1988, il est membre de la Commission biblique pontificale,

## Ouvrages
- La Lettre aux Philippiens, la lettre à Tite, Desclee, 1970 (ASIN B00AEUZ0XS, présentation en ligne)[5]
- Der Kolosserbrief, Herder, coll. « Herders theologischer Kommentar zum Neuen Testament / hrsg. von Alfred Wikenhauser », 1991 (ISBN 978-3-451-19138-1)
- Kommentar zu Kap. 14,1- 28,20 und Einleitungsfragen, coll. « Das Matthäusevangelium », 1992 (ISBN 978-3-451-20316-9)
- (de) Theologie des Neuen Testaments, Herder, coll. « Akzente », 1999 (ISBN 978-3-451-26093-3)[6]
- traduction de Charles Ehlinger, Qui sont les chrétiens du Coran ?, les Éd. du Cerf Médiaspaul, coll. « Lire la Bible », 2008 (ISBN 978-2-204-08701-8 et 978-2-89420-762-8)[7]
- Bibel und Koran: was sie verbindet, was sie trennt, Herder, coll. « Herder-Spektrum », 2010 (ISBN 978-3-451-06218-6)
- Wer waren Jesus und Muhammad? Ihr Leben im Vergleich, Verlag Herder, 2011 (ISBN 978-3-451-33893-9)
- Das Evangelium nach Markus, Neukirchener Verlagsgesellschaft, coll. « Evangelisch-Katholischer Kommentar zum Neuen Testament », 2015 (ISBN 978-3-7887-2392-7 et 978-3-8436-0680-6)
- Wer auf Gott sieht, sieht den Menschen: seine Ansprachen bei den Friedenstreffen der Gemeinschaft Sant'Egidio, Echter, 2018 (ISBN 978-3-429-05345-1)